# Nonciature apostolique en Grande-Bretagne
La nonciature apostolique en Grande-Bretagne est un bureau diplomatique du Saint-Siège en Grande-Bretagne. Elle est dirigée par le nonce apostolique qui a rang d'ambassadeur. La nonciature fut établie par le pape Jean-Paul II le 17 janvier 1982. Auparavant, le Saint-Siège était représenté par un délégué apostolique depuis 1938, qui n'a obtenu le statut diplomatique qu'en 1979. Le choix de l'appellation "Grande-Bretagne" plutôt que "Royaume-Uni" reflète la relation complexe et souvent antagoniste entre le Saint-Siège et la couronne britannique depuis qu'ils ont rompu leurs liens au XVIe siècle. Selon des sources gouvernementales britanniques, il a été convenu que le nonce à Londres s'occuperait des affaires en Angleterre, en Écosse et au Pays de Galles, tandis que le nonce apostolique en Irlande (en), basé à Dublin, aurait sous sa responsabilité toute l'île d'Irlande, Irlande du Nord incluse.
Le bureau de la nonciature est situé à Londres, dans le quartier de Wimbledon, au 54 Parkside, dans la zone de l'archidiocèse de Southwark et surplombant Wimbledon Common. Il s'agissait de la seule mission diplomatique à Londres située au sud de la Tamise jusqu'à ce que l'ambassade des États-Unis ouvre ses nouveaux locaux à Vauxhall en 2018. Le nonce en Grande-Bretagne est également le représentant pontifical à Gibraltar.
La fonction de nonce est actuellement occupée par Miguel Maury Buendía, nommé par François le 13 avril 2023.

## Histoire
Les relations diplomatiques officielles entre le Royaume-Uni et le Saint-Siège ont repris en 1914 et une délégation apostolique en Grande-Bretagne a ainsi été établie le 21 novembre 1938. La délégation apostolique en Grande-Bretagne a été érigée en nonciature apostolique par le pape Jean-Paul II en 1982.

## Liste des nonces apostoliques
| Intitulé de la charge                    | Date de début    | Date de fin      | Titulaire                    | Remarques |
| ---------------------------------------- | ---------------- | ---------------- | ---------------------------- | --- |
| Délégué apostolique en Grande-Bretagne   | 21 novembre 1938 | 10 novembre 1953 | William Godfrey              | Également archevêque titulaire de Cius (de) Auparavant, prêtre à Liverpool. Parti après avoir été nommé archevêque de Liverpool.                                      |
| Délégué apostolique en Grande-Bretagne   | 8 juin 1954      | 16 juillet 1963  | Gerald O'Hara                | Également archevêque titulaire d'Héliopolis-en-Phénicie (de) Auparavant, nonce apostolique en Irlande (en). Décédé en fonction.                                       |
| Délégué apostolique en Grande-Bretagne   | 4 octobre 1963   | 19 avril 1969    | Igino Eugenio Cardinale (en) | Également archevêque titulaire de Nepte (de) Parti après avoir été nommé nonce apostolique en Belgique (en).                                                          |
| Délégué apostolique en Grande-Bretagne   | 26 avril 1969    | 16 juillet 1973  | Domenico Enrici              | Également archevêque titulaire d'Ancusa (de) Auparavant, délégué apostolique en Australie (en). Parti après avoir été nommé fonctionnaire de la Secrétairerie d'État. |
| Délégué apostolique en Grande-Bretagne   | 16 juillet 1973  | 22 février 1982  | Bruno Bernhard Heim          | Également archevêque titulaire de Xanthus (de) Précédemment pro-nonce apostolique en République arabe d'Égypte. À la retraite.                                        |
| Pro-nonce apostolique en Grande-Bretagne | 22 février 1982  | juillet 1985     | Bruno Bernhard Heim          | Également archevêque titulaire de Xanthus (de) Précédemment pro-nonce apostolique en République arabe d'Égypte. À la retraite.                                        |
| Pro-nonce apostolique en Grande-Bretagne | 21 janvier 1986  | 13 avril 1993    | Luigi Barbarito              | Également archevêque titulaire de Fiorentino (de) Précédemment, pro-nonce apostolique en Australie (en). À la retraite.                                               |
| Nonce apostolique en Grande-Bretagne     | 13 avril 1993    | 31 juillet 1997  | Luigi Barbarito              | Également archevêque titulaire de Fiorentino (de) Précédemment, pro-nonce apostolique en Australie (en). À la retraite.                                               |
| Nonce apostolique en Grande-Bretagne     | 31 juillet 1997  | 23 octobre 2004  | Pablo Puente                 | Également archevêque titulaire de Macri (de) Auparavant, nonce apostolique au Koweït (en). À la retraite.                                                             |
| Nonce apostolique en Grande-Bretagne     | 11 décembre 2004 | 5 décembre 2010  | Faustino Sainz Muñoz         | Également archevêque titulaire de Novaliciana (de) Auparavant, nonce apostolique auprès de la Communauté européenne. À la retraite.                                   |
| Nonce apostolique en Grande-Bretagne     | 18 décembre 2010 | 1 mars 2017      | Antonio Mennini              | Également archevêque titulaire de Ferentium (de) Auparavant, nonce apostolique en Ouzbékistan (en). Nommé par la suite un fonctionnaire de la Secrétairerie d'État.   |
| Nonce apostolique en Grande-Bretagne     | 8 avril 2017     | 31 janvier 2020  | Edward Joseph Adams          | Également archevêque titulaire de Scala (de) Auparavant, nonce apostolique en Grèce (en). À la retraite.                                                              |
| Nonce apostolique en Grande-Bretagne     | 4 juillet 2020   | mi-janvier 2023  | Claudio Gugerotti            | Également archevêque titulaire de Ravello Auparavant, nonce apostolique en Ukraine (en)                                                                               |
| Nonce apostolique en Grande-Bretagne     | 13 avril 2023    | présent          | Miguel Maury Buendía         | Également archevêque titulaire d'Italica (de) Auparavant, nonce apostolique en Roumanie et Moldavie (en)                                                              |